# Vareshiana singularis
Vareshiana singularis är en nattsländeart som först beskrevs av Klapalek 1902.  Vareshiana singularis ingår i släktet Vareshiana och familjen husmasknattsländor. Inga underarter finns listade i Catalogue of Life.